# James Marsters
James Wesley Marsters (født 20. august 1962 i Greenville, i Californien) er en amerikansk skuespiller og musiker.
Han er bedst kendt for sin rolle som den britiske platinblonde vampyr Spike i Buffy - Vampyrernes Skræk i sæson 2-7 samt spinoffserien Angel i sæson 5. Disse to serier udgjorde hans gennembrud til den almene befolkning. Han har også medvirket i tv-serierne Andromeda og Smallville.
Han var tidligere vokalist i bandet Ghost of the Robot, der udgav albummet Mad Brilliant, kort tid efter besluttede de at opløse bandet. James har dog fortsat sin karriere inden for musikens verden og udgav i 2005 sit første solo-album: Civilized Man.
Marsters vil også portrættere dæmonen Lord "Piccolo" i live-action filmudgave af den populære Dragon Ball manga og anime, instrueret af James Wong og produceret af Stephen Chow, der beregnes til at have verdenspreimiere den 8. april 2009.